# Кабала (місто)
Кабала (Кабалака, Кабалак) (вірм. Kapałak / Կապաղակ; дав.-гр. Χαβαλα дав.-гр. Χαβαλα, азерб. — Qəbələ) — стародавнє місто і столиця Албанії Кавказької (до VI століття), великий торговий центр до XV століття.

## Історія
Під назвою Кабалака місто вперше згадується в письмових джерелах другої половини I століття, точніше в «Природній історії» Плінія Старшого. Про місто Хабала (Кабала) також пише Птолемей у своєму «Географічному керівництві» у II столітті. Торговельні зв'язки стародавньої Кабали були великі, місто було одним з найбільших на той час центрів Кавказької Албанії .
Кабала відчувала часті набіги хазар. Хазари володіли Кабалою ціле століття і перетворили місто на свій адміністративний центр. Не випадково араби, що захопили пізніше Кабалу називали місто Кабала-Хазар.
Правителем Кабали в X столітті був Анбаса ал-А'вар («Одноокий Лев» (Лео, Левон?)), Який можливо походив із албано-вірменської родини. Після нього правив син Абд ал-Барра, коли в 981 році н. е. Шірваншах Мухаммед б. Ахмад захопив місто .

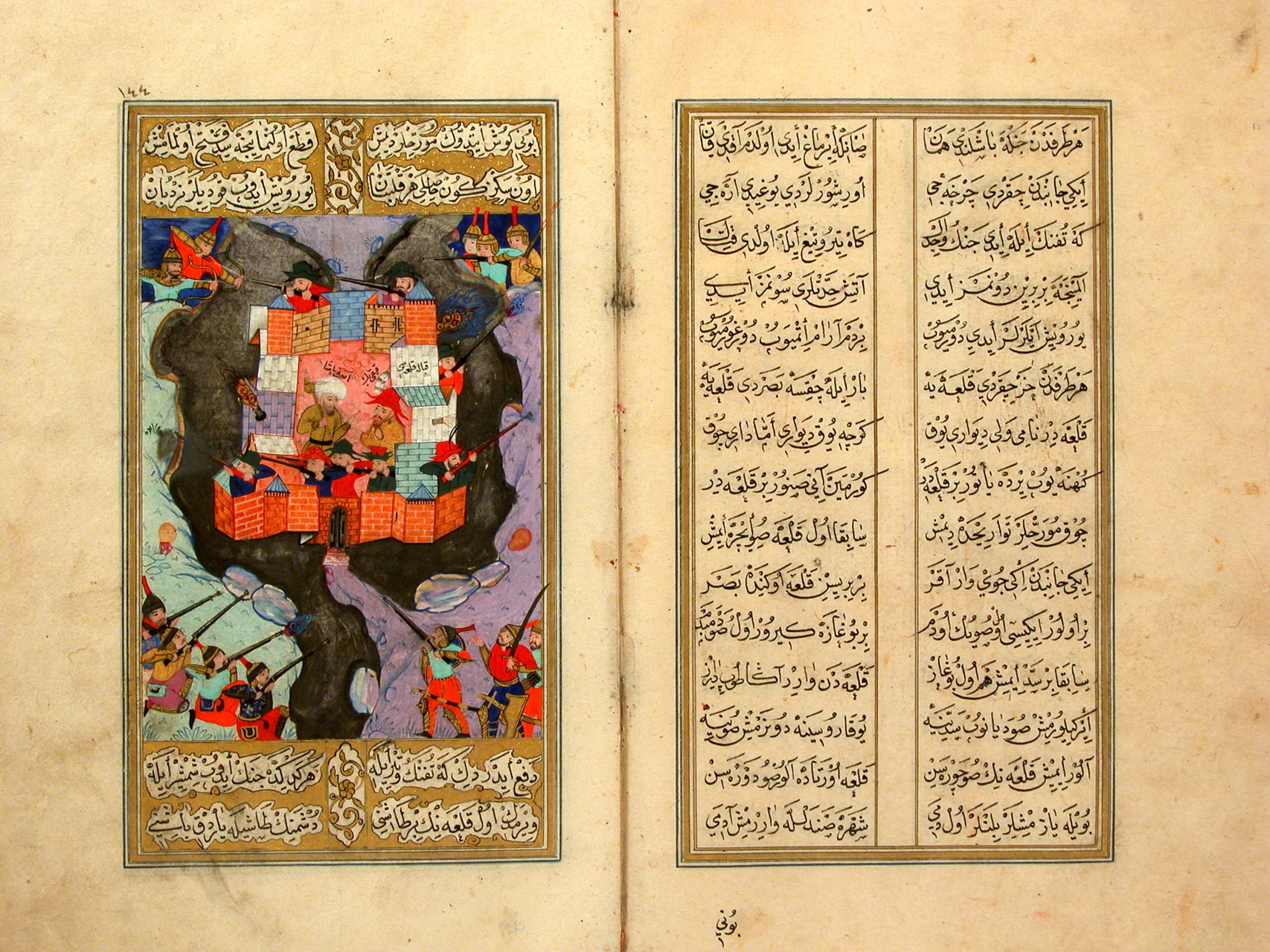
Облога Сефевідами Габали.

У XVI ст. Кабала була зруйнована Сефевідами . Руїни Кабали знаходяться в Азербайджані на схід від села Чухур Габала і на північний захід від сучасного міста Габала. Руїни цитаделі Кабали займають площу понад 25 гектарів, на схід від цитаделі — храмова і гориста ділянка (понад 50 га) .
У XVII столітті вірмени в Кабалі становили значну частину населення, які понад звичайної податі платили ще й податок для іновірців — " харач ". Значне погіршення становища вірмен особливо спостерігалося під час виступів Дауд-бека і Сурхан-хана, загони яких систематично переслідували вірмен .

## Розкопки
Археологічні розкопки давньої Кабали почалися з середини XIX ст. (Яновський, Д.Шаріфов, Р.Ефендієв, І.Джафарзаде та інші). На сьогоднішній день відомо, що товщина культурного шару не менше 5 метрів.
З I до середини XVIII ст. утворилися чотири культурні шари (античного часу, раннього, розвиненого і пізнього середньовіччя). Це обумовлено нумізматичними та іншими археологічними матеріалами.
Саме в Кабалі вперше в Азербайджані була знайдена покрівельна черепиця античного часу. Також були знайдені скалки керамічного посуду античного періоду. Це дає підставу відносити культуру стародавньої Кабали до передодня або початку нашої ери.
У 1906 році при розкопках міста було знайдено стародавній напис із шести рядків, напевно, агванською (албанською). Напис було вивезено до Петербурга, однак з невідомих обставин виявилася втраченою .
У культурному шарі міста, що відноситься до IX — XIII ст., виявлені у великій кількості вогнища, тендіри, ями, лінії підземного водопроводу з глиняних труб. Виробництво глазурованої кераміки переживало тоді пору свого найвищого розквіту. Тоді ж і почали ставитися на денцях судин клейма майстрів, що їх виготовляли. В економіці міста, поряд із землеробством і садівництвом, велике місце займали гончарна, ювелірна, склодувна справи, виробництво шовку, ткацтво та інші ремесла. Крім арабських монет IX — X ст., в Кабалі знайдені монети ширваншахів, дербентських правителів, Ільдегізідов .
З 1926 року в цьому регіоні з певними перервами проводяться археологічні дослідження, а з 1959 року дослідження проводяться регулярно. В останні роки дослідження проводить азербайджано- корейська асоціація культурного обміну SEBA. У 2014 році в Габалі відбулося відкриття Габалінського археологічного центру, коли після реставрації в лабораторіях демонструвалося близько 1500 експонатів, виявлених Габалінською археологічною групою Інституту археології та етнографії Національної академії наук Азербайджану та корейськими археологами при підтримці SEBA під час розкопок на місці античного міста Габалі, на територіях Селбір і Гала .

## Фотогалерея

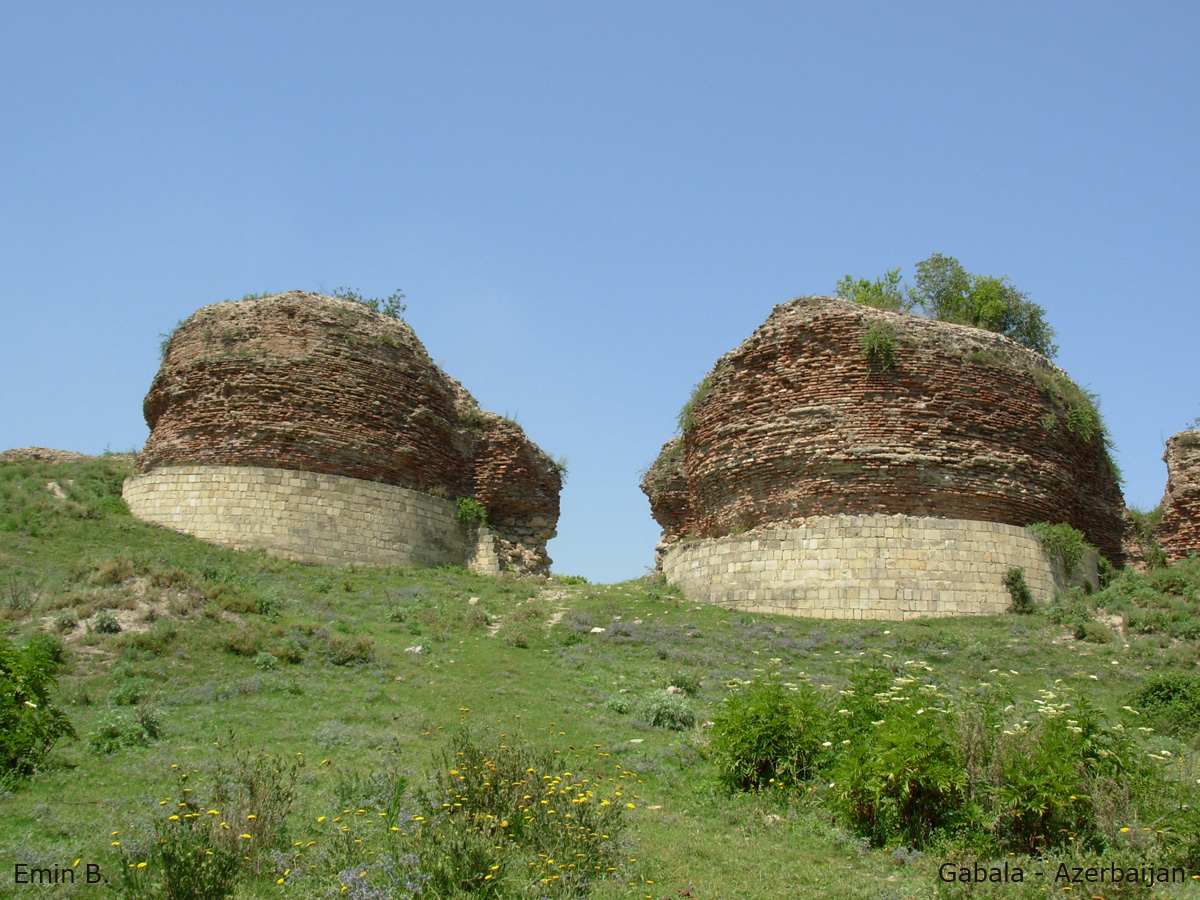
Руїни кріпосних стін стародавньої Кабали.
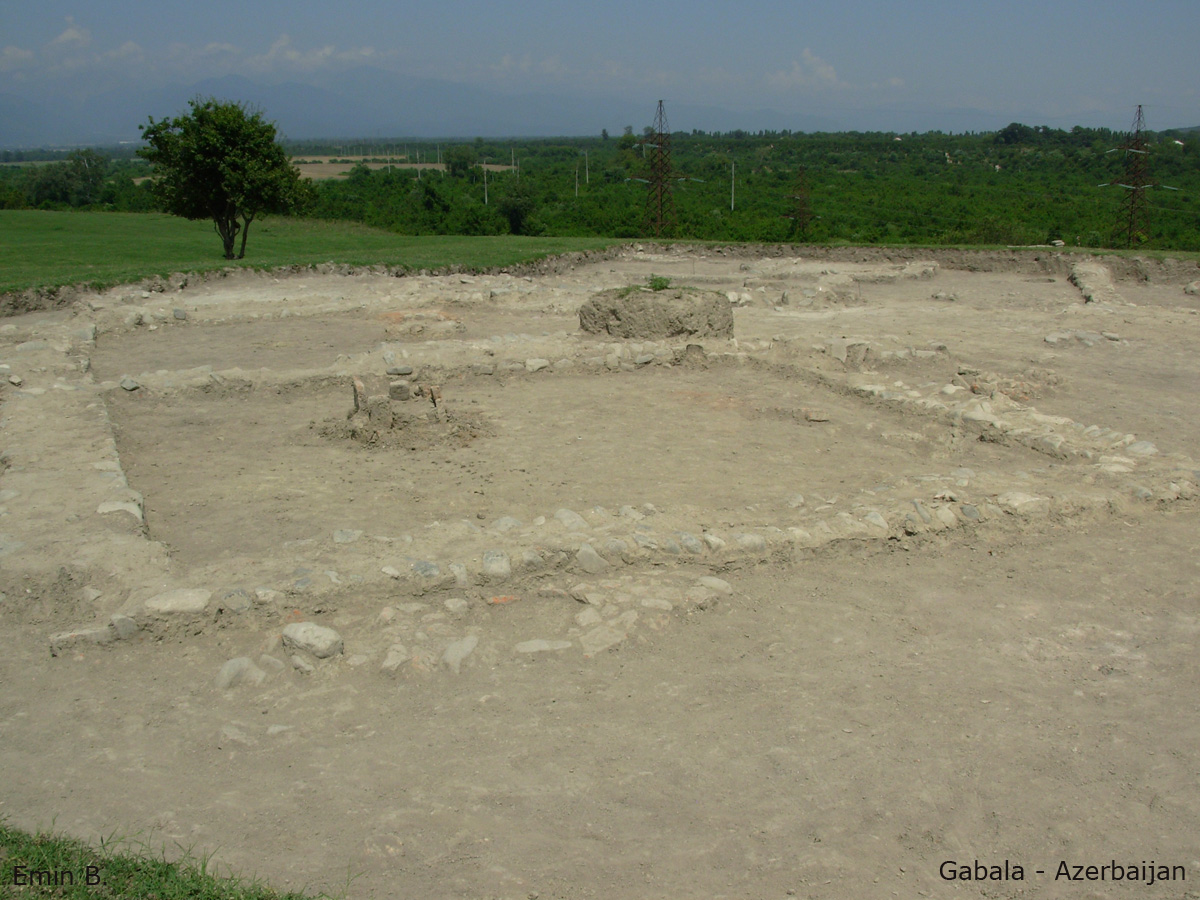
Розкопки стародавньої Кабали.
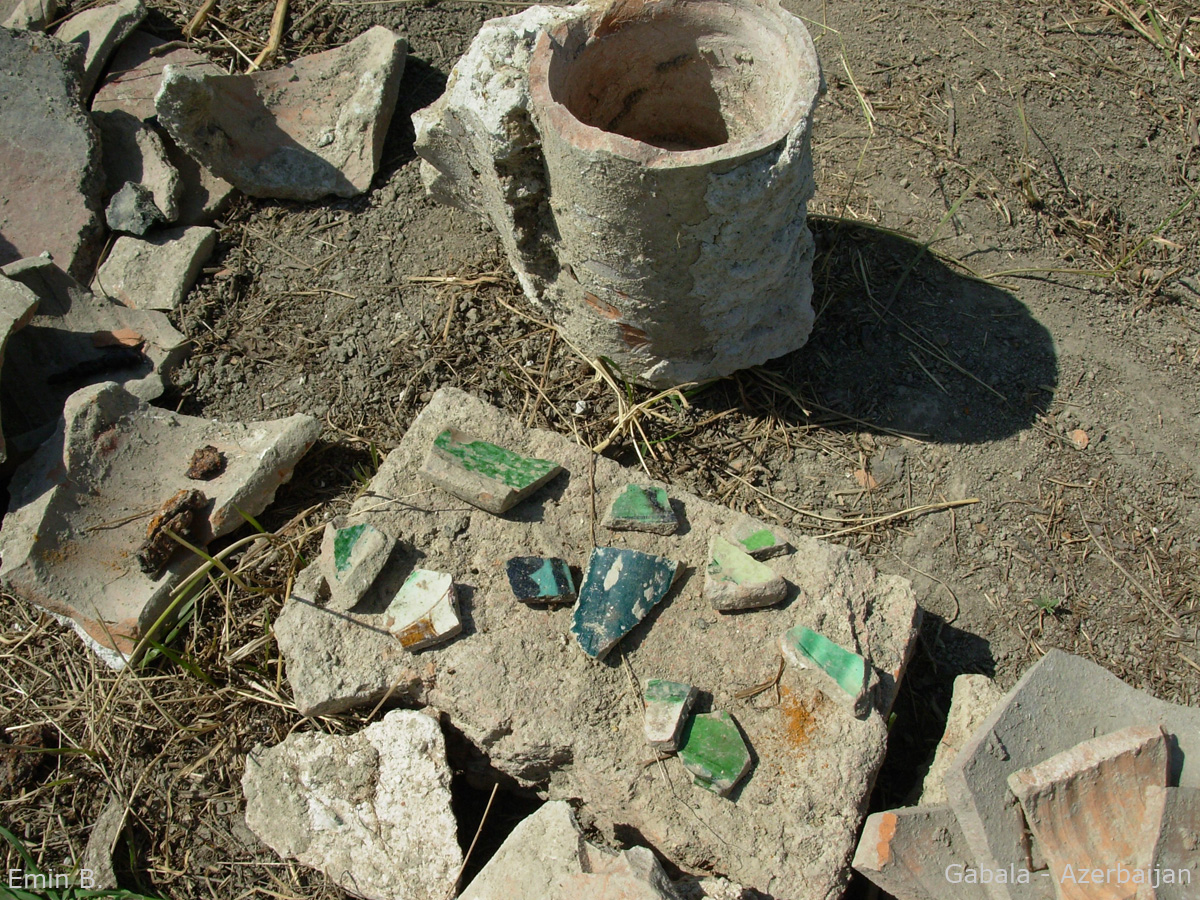
Розкопки стародавньої Кабали. Осколки глазурованої кераміки.
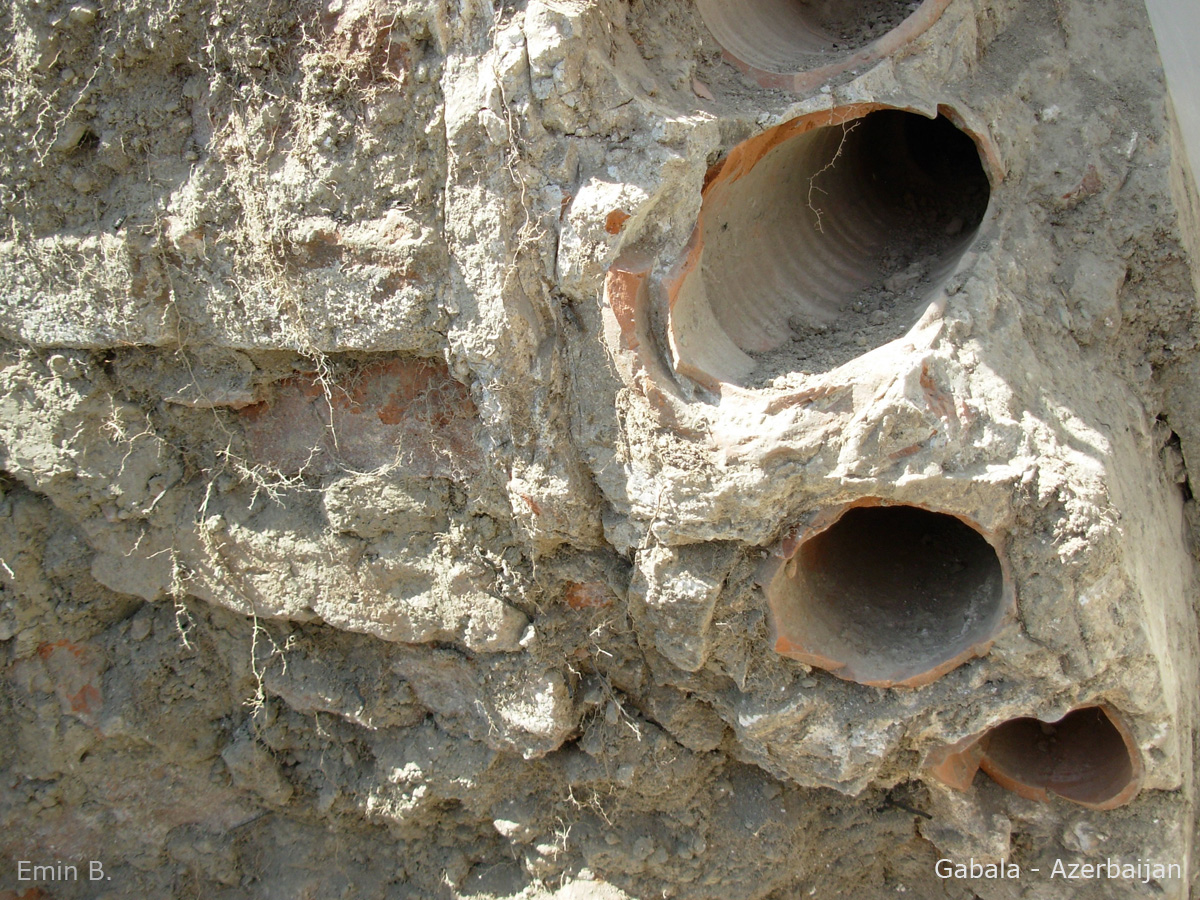
Розкопки стародавньої Кабали. Керамічний трубопровід.
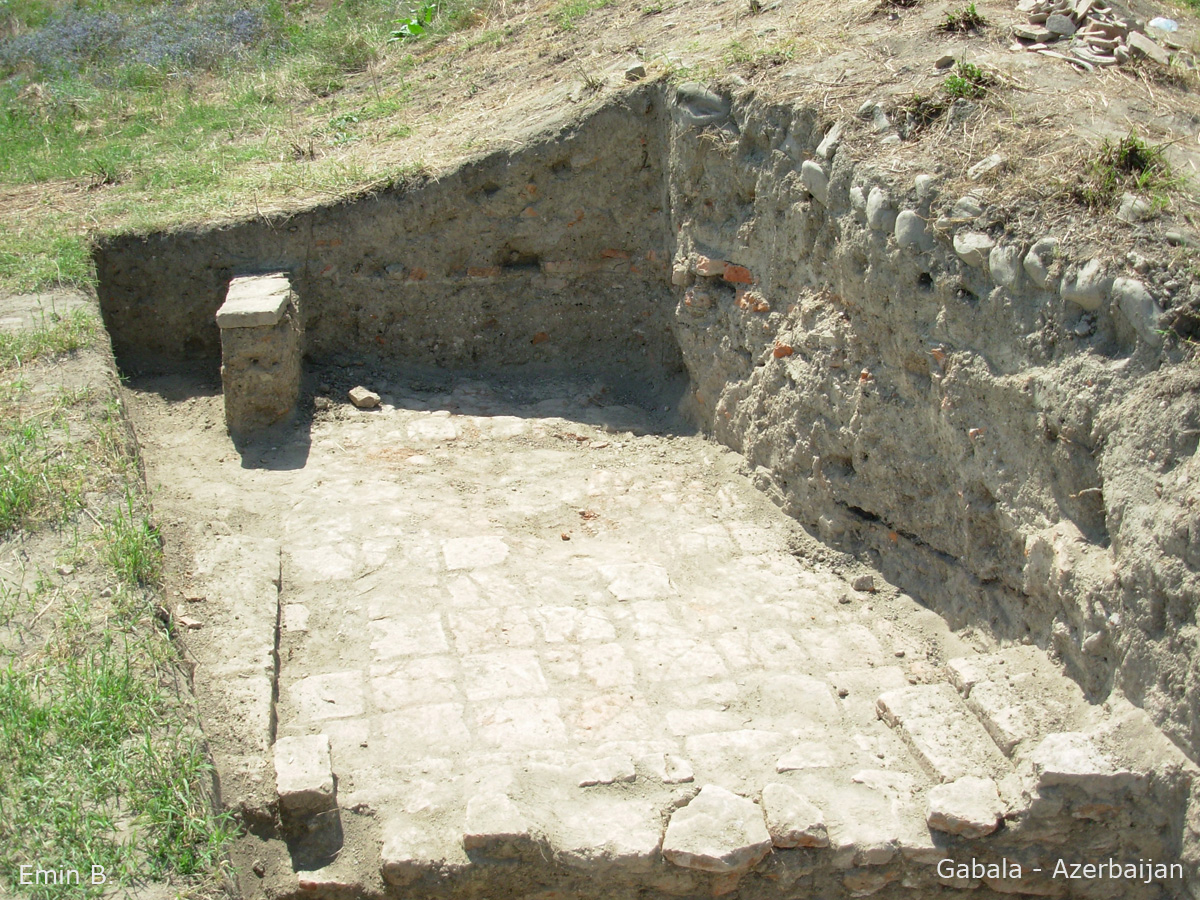
Розкопки стародавньої Кабали.
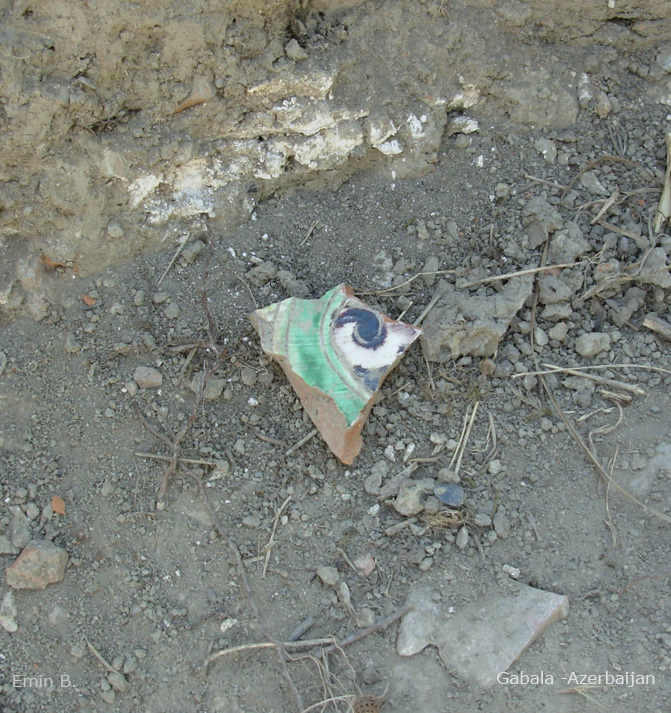
Розкопки стародавньої Кабали. Осколок глазурованої кераміки.
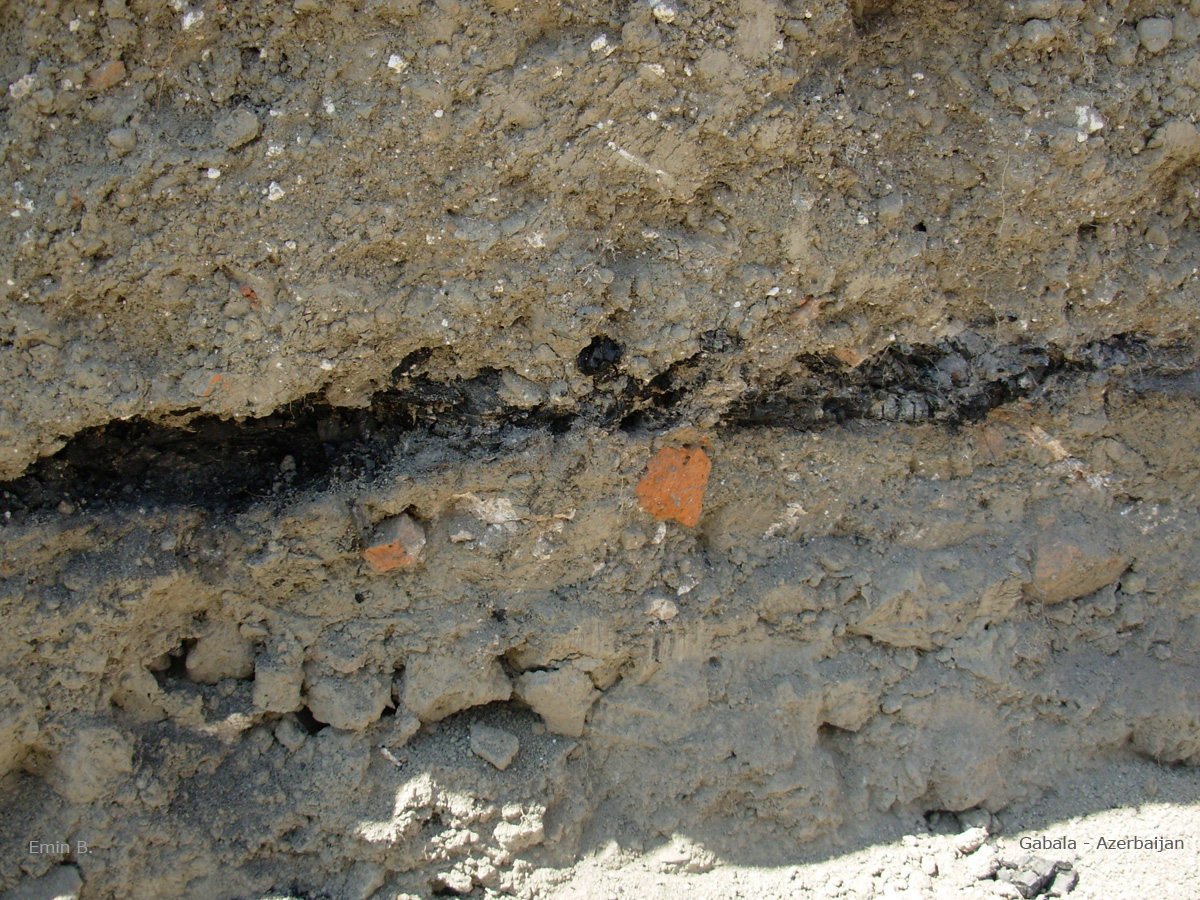
Розкопки стародавньої Кабали. Шар стародавнього вугілля.
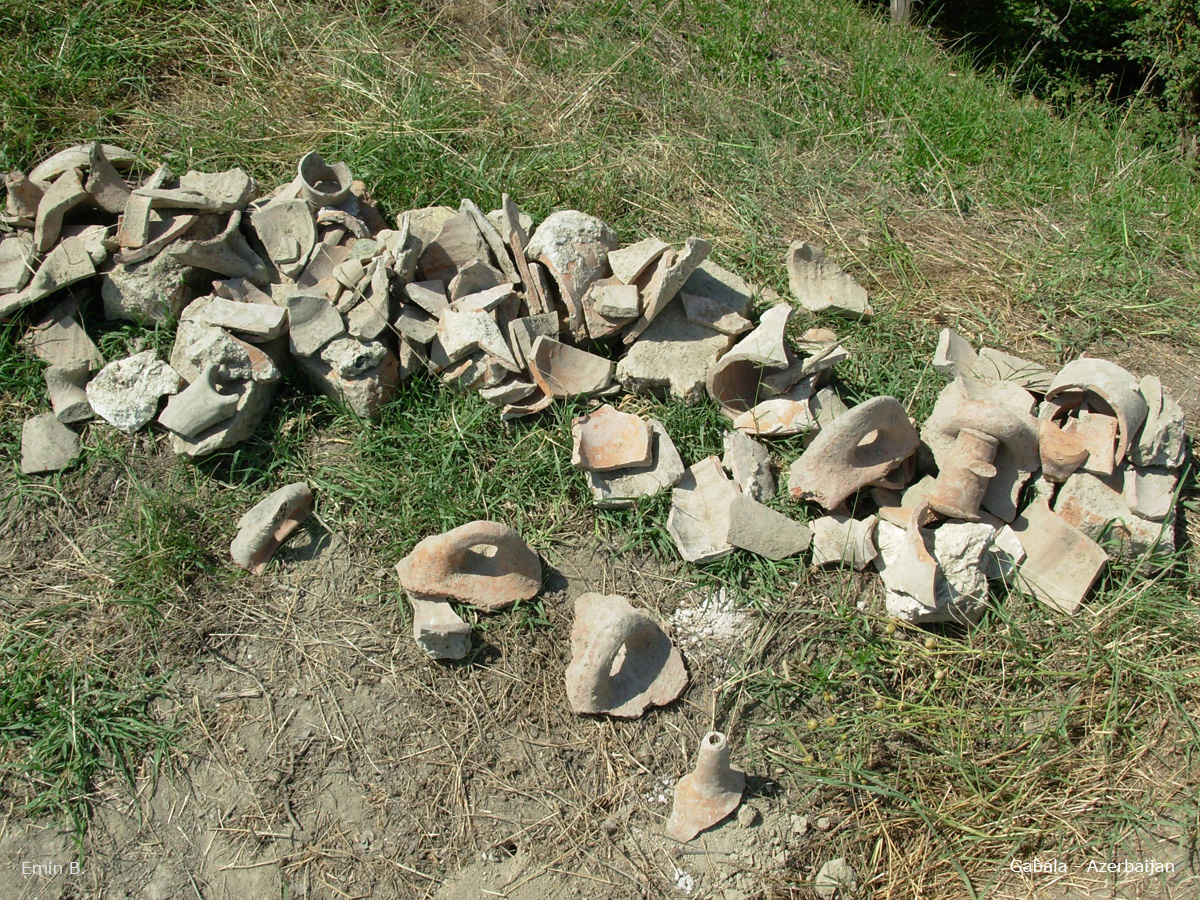
Розкопки стародавньої Кабали. Осколки керамічного посуду.